# Из Калинина в Тверь
Из Калинина в Тверь — поэтический фестиваль, который с 2012 года проводится в Твери. Этот московско-тверской проект был задуман как «фестиваль шаговой доступности» для поэтов Москвы и Петербурга, но его география гораздо шире: среди участников — авторы из Поволжья, Калининграда, Белоруссии.
Каждый год на фестивале задаётся какая-то определенная тема, которая лейтмотивом проходит через все чтения.
Первые два фестиваля (2012 и 2013 годы) назывались «Из Калинина в Тверь: Не проезжайте мимо!» и обыгрывали, таким образом, географическое расположение Твери и связанные с этим культурные коннотации. Третий фестиваль имел название «Из Калинина в Тверь: пятница 13-e». В этот раз была актуализирована тема «Поэзия и пространство» — в завершение фестивальных чтений участники шли по городу и читали стихи у попадавшихся им на пути различных памятников.
По итогам первых трех фестивалей вышли специальные номера альманаха «Литера».
В 2015 году фестиваль не проводился, в 2016 году формальные рамки были расширены — был проведен фестиваль короткой прозы. В 2017 году фестиваль назывался «Из Калинина в Тверь: Несбывшееся | фестиваль ненаписанных текстов», и его участники представляли тексты, которые никогда не будут написаны, давая им некую иллюзорную возможность существования. По итогам его вышла «Антология ненаписанных текстов». В 2018 году организаторы решили вернуться к традиционному формату поэтического фестиваля и рассмотреть в этих рамках тему «Поэзия и время». Темой фестиваля 2019 года было «Вечное возвращение».
В 2020 году фестиваль не проводился в связи с пандемией, в 2021 была организована Лаборатория фестиваля «Из Калинина в Тверь».
На закрытии третьего фестиваля критик Данила Давыдов назвал «Из Калинина в Тверь» одним из лучших ныне существующих поэтических фестивалей в России.
Мероприятия:
2021 г. Лаборатория фестиваля «Из Калинина в Тверь»:
— Круглый стол «Несбывшееся как источник творческого вдохновения»
— Презентация «Антологии ненаписанных текстов»
— Поэтические чтения «Апология несуществующего»
Организатор фестиваля:
Марина Батасова (Тверской союз литераторов), Анна Голубкова (проект «Абзац», Москва)

## Участники фестиваля
Николай Байтов, Мария Галина, Александр Гордон, Виктор Губайловский, Данила Давыдов, Евгений Карасёв, Татьяна Михайловская, Юрий Орлицкий, Дарья Суховей, Дмитрий Чернышев, Ирина Шостаковская и др.

## Издания
- Литера: альманах. Вып. 7. Тверь фестивальная — Тверь, 2013. ISBN 978-5-903728-63-3
- Литера: альманах. Вып. 8. Из Калинина в Тверь — Тверь, 2014. ISBN 978-5-903728-81-7
- Литера: альманах. Вып. 9. Из Калинина в Тверь: в пятницу 13-го — Тверь, 2015. ISBN 978-5-903728-84-8
- Антология ненаписанных текстов / Сост. М. Батасова, А. Голубкова; Предисл. О. Балла. — Москва, Тверь, 2021. ISBN 978-5-98721-58-1
- Литера: альманах. Вып. 11. Волга. Начало — Тверь, 2023. ISBN 978-5-98721-071-0